# Sifontes
Sifontes é um município da Venezuela localizado no estado de Bolívar.
A capital do município é a cidade de Tumeremo.